# Liste des municipalités du Nebraska

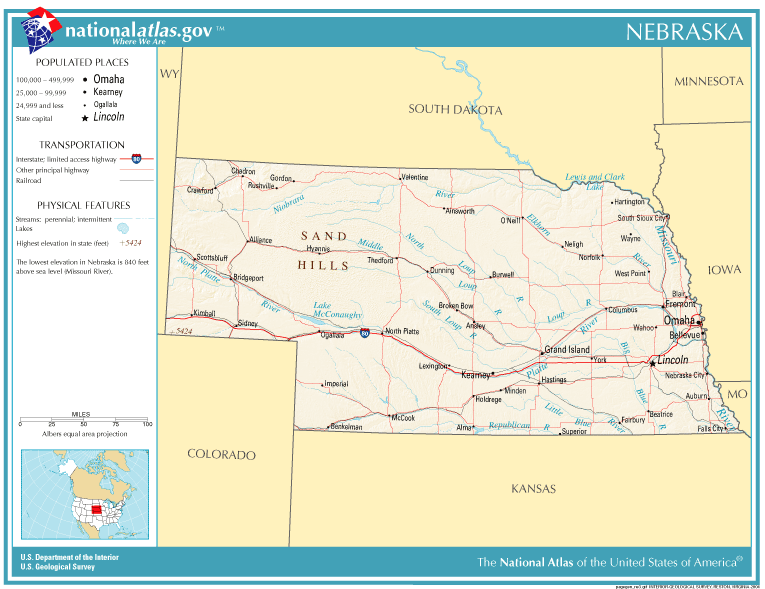
Carte du Nebraska et de ses principales villes.

L'État américain du Nebraska compte 530 municipalités, dont 147 villes (cities en anglais) et 383 villages (villages en anglais).

## Création et statut
Pour devenir une municipalité, les localités doivent compter au moins 100 habitants. De 100 à 800 habitants, la municipalité a le statut de « village ». Au-delà, il s'agit d'une « city ». L'État compte quatre classes de city : les villes de deuxième classe (de 800 à 4 999 habitants), les villes de première classe (de 5 000 à 99 999 habitants), les villes primaires (de 100 000 à 299 999 habitants, seulement Lincoln) et les villes métropolitaines (plus de 300 000 habitants, seulement Omaha). À noter que les villes de seconde classe peuvent choisir de redevenir des villages.
Depuis 2001, la loi du Nebraska permet la création de « comtés municipaux » (municipal county), par la fusion de municipalités et de comtés. Cependant, cette loi n'a encore jamais été mise en application (en 2007).

## Liste descitiesdu Nebraska

Les principales villes du Nebraska
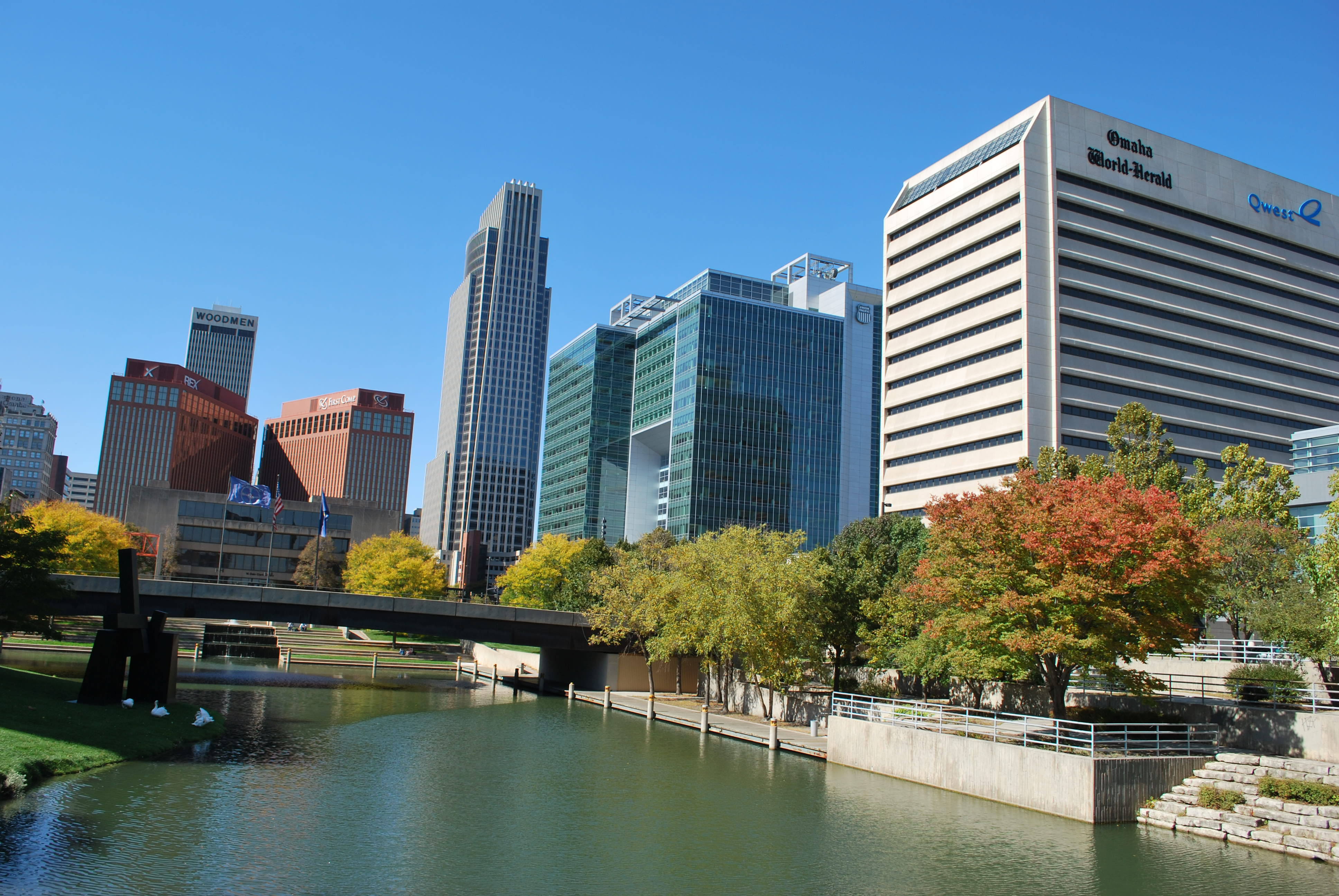
Omaha, plus grande ville de l'État.
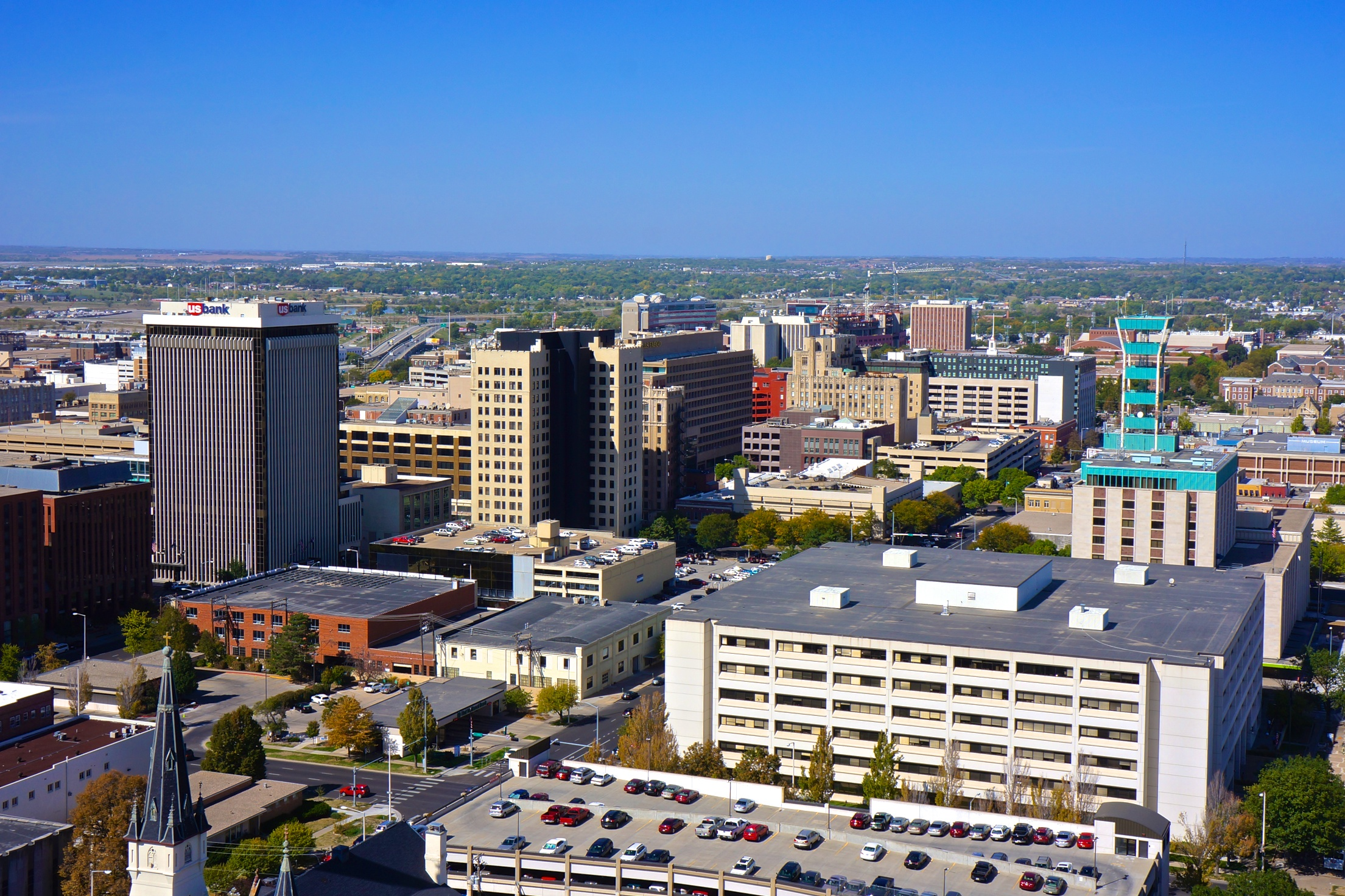
Le centre-ville de Lincoln, capitale et 2e ville du Nebraska.
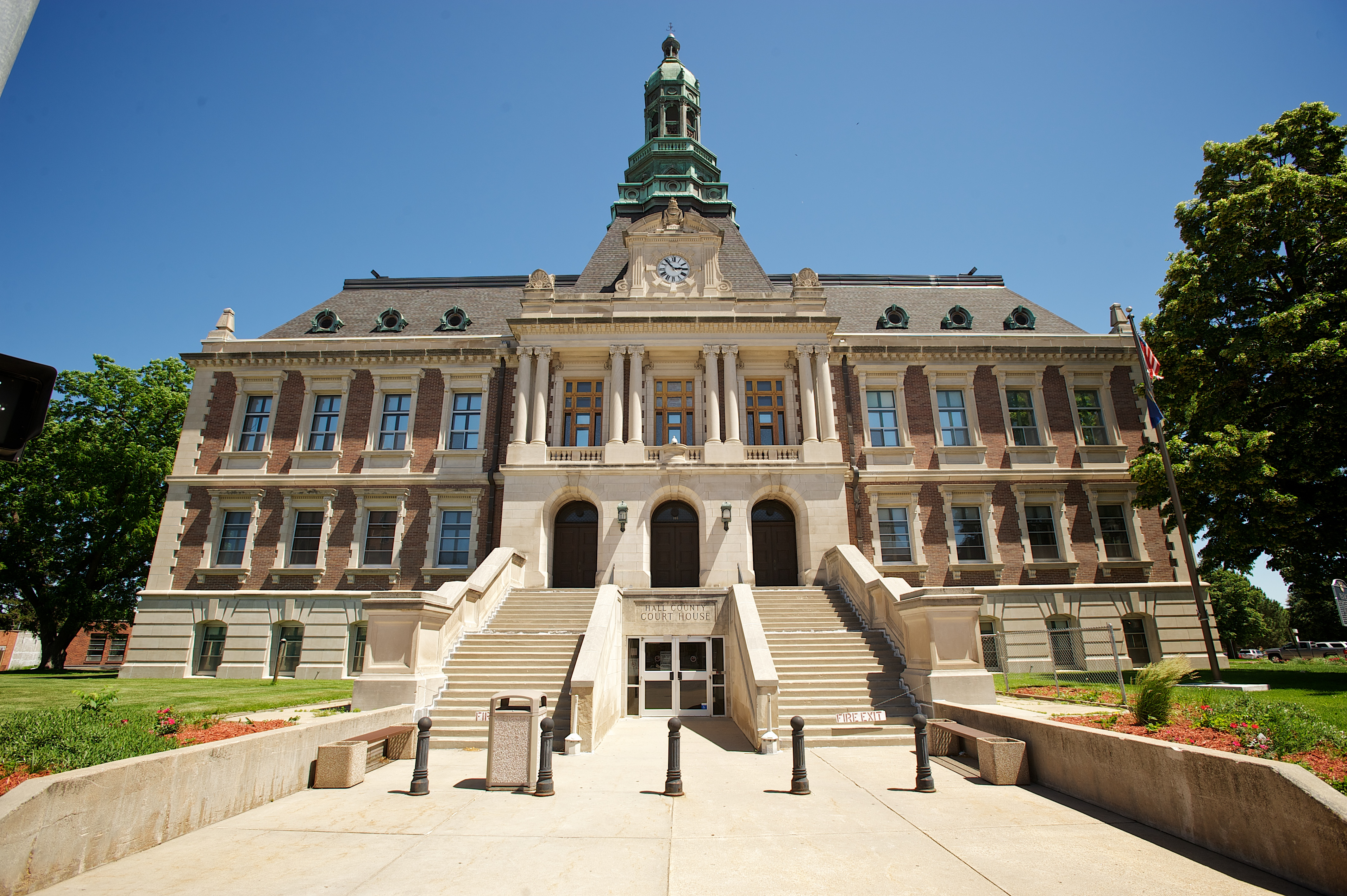
La cour de justice de Grand Island, 4e ville de l'État.

- Haut – A
- B
- C
- D
- E
- F
- G
- H
- I
- J
- K
- L
- M
- N
- O
- P
- Q
- R
- S
- T
- U
- V
- W
- X
- Y
- Z

### A
- Ainsworth
- Albion
- Alliance
- Alma
- Arapahoe
- Ashland
- Atkinson
- Auburn
- Aurora

### B
- Bassett
- Battle Creek
- Bayard
- Beatrice
- Beaver City
- Bellevue
- Benkelman
- Bennington
- Blair
- Bloomfield
- Blue Hill
- Blue Springs
- Bridgeport
- Broken Bow
- Burwell

### C
- Cambridge
- Central City
- Chadron
- Chappell
- Clarkson
- Clay Center
- Columbus
- Cozad
- Crawford
- Creighton
- Crete
- Crofton
- Curtis

### D
- Dakota City
- David City
- Deshler

### E
- Edgar
- Elgin

### F
- Fairbury
- Fairfield
- Falls City
- Fort Calhoun
- Franklin
- Fremont
- Friend
- Fullerton

### G
- Geneva
- Genoa
- Gering
- Gibbon
- Gordon
- Gothenburg
- Grand Island
- Grant
- Gretna

### H
- Hartington
- Harvard
- Hastings
- Hebron
- Henderson
- Hickman
- Holdrege
- Hooper
- Humboldt
- Humphrey

### I
- Imperial
- Indianola

### K
- Kearney
- Kimball

### L
- Laurel
- La Vista
- Lexington
- Lincoln
- Long Pine
- Louisville
- Loup City
- Lyons

### M
- Madison
- McCook
- Milford
- Minatare
- Minden
- Mitchell

### N
- Nebraska City
- Neligh
- Nelson
- Newman Grove
- Norfolk
- North Bend
- North Platte

### O
- Oakland
- Ogallala
- Omaha
- O'Neill
- Ord
- Osceola
- Oshkosh
- Osmond

### P
- Papillion
- Pawnee City
- Peru
- Pierce
- Plainview
- Plattsmouth
- Ponca

### R
- Ralston
- Randolph
- Ravenna
- Red Cloud
- Rushville

### S
- St. Edward
- St. Paul
- Sargent
- Schuyler
- Scottsbluff
- Scribner
- Seward
- Sidney
- South Sioux City
- Springfield
- Stanton
- Stromsburg
- Superior
- Sutton
- Syracuse

### T
- Tecumseh
- Tekamah
- Tilden

### V
- Valentine
- Valley

### W
- Wahoo
- Wakefield
- Waverly
- Wayne
- Weeping Water
- West Point
- Wilber
- Wisner
- Wood River
- Wymore

### Y
- York
- Yutan

## Liste desvillagesdu Nebraska
- Haut – A
- B
- C
- D
- E
- F
- G
- H
- I
- J
- K
- L
- M
- N
- O
- P
- Q
- R
- S
- T
- U
- V
- W
- X
- Y
- Z

### A
- Abie
- Adams
- Alda
- Alexandria
- Allen
- Alvo
- Amherst
- Anoka
- Anselmo
- Ansley
- Arcadia
- Arlington
- Arnold
- Arthur
- Ashton
- Atlanta
- Avoca
- Axtell
- Ayr

### B
- Bancroft
- Barada
- Barneston
- Bartlett
- Bartley
- Bazile Mills
- Beaver Crossing
- Bee
- Beemer
- Belden
- Belgrade
- Bellwood
- Belvidere
- Benedict
- Bennet
- Bertrand
- Berwyn
- Big Springs
- Bladen
- Bloomington
- Boelus
- Boys Town
- Bradshaw
- Brady
- Brainard
- Brewster
- Bristow
- Broadwater
- Brock
- Brownville
- Brule
- Bruning
- Bruno
- Brunswick
- Burchard
- Burr
- Burton
- Bushnell
- Butte
- Byron

### C
- Cairo
- Callaway
- Campbell
- Carleton
- Carroll
- Cedar Bluffs
- Cedar Creek
- Cedar Rapids
- Center
- Ceresco
- Chambers
- Chapman
- Chester
- Clarks
- Clatonia
- Clearwater
- Clinton
- Cody
- Coleridge
- Colon
- Comstock
- Concord
- Cook
- Cordova
- Cornlea
- Cortland
- Cotesfield
- Cowles
- Crab Orchard
- Craig
- Creston
- Crookston
- Culbertson
- Cushing

### D
- Dalton
- Danbury
- Dannebrog
- Davenport
- Davey
- Dawson
- Daykin
- Decatur
- Denton
- Deweese
- De Witt
- Diller
- Dix
- Dixon
- Dodge
- Dolvoaua
- Doniphan
- Dorchester
- Douglas
- Du Bois
- Dunbar
- Duncan
- Dunning
- Dwight

### E
- Eagle
- Eddyville
- Edison
- Elba
- Elk Creek
- Elm Creek
- Elmwood
- Elsie
- Elwood
- Elyria
- Emerson
- Emmet
- Endicott
- Ericson
- Eustis
- Ewing
- Exeter

### F
- Fairmont
- Farnam
- Farwell
- Filley
- Firth
- Fordyce
- Foster
- Funk

### G
- Gandy
- Garland
- Garrison
- Gilead
- Giltner
- Glenvil
- Goehner
- Grafton
- Greeley Center
- Greenwood
- Gresham
- Gross
- Guide Rock
- Gurley

### H
- Hadar
- Haigler
- Hallam
- Halsey
- Hamlet
- Hampton
- Harbine
- Hardy
- Harrison
- Hayes Center
- Hay Springs
- Hazard
- Heartwell
- Hemingford
- Hendley
- Henry
- Herman
- Hershey
- Hildreth
- Holbrook
- Holstein
- Homer
- Hordville
- Hoskins
- Howells
- Hubbard
- Hubbell
- Huntley
- Hyannis

### I
- Inglewood
- Inman
- Ithaca

### J
- Jackson
- Jansen
- Johnson
- Johnstown
- Julian
- Juniata

### K
- Kenesaw
- Kennard
- Kilgore

### L
- Lamar
- Lawrence
- Lebanon
- Leigh
- Leshara
- Lewellen
- Lewiston
- Liberty
- Lindsay
- Linwood
- Litchfield
- Lodgepole
- Loomis
- Lorton
- Lushton
- Lyman
- Lynch

### M
- McCool Junction
- McGrew
- McLean
- Madrid
- Magnet
- Malcolm
- Malmo
- Manley
- Marquette
- Martinsburg
- Maskell
- Mason City
- Maxwell
- Maywood
- Mead
- Meadow Grove
- Melbeta
- Memphis
- Merna
- Merriman
- Miller
- Milligan
- Monowi
- Monroe
- Moorefield
- Morrill
- Morse Bluff
- Mullen
- Murdock
- Murray

### N
- Naper
- Naponee
- Nehawka
- Nemaha
- Nenzel
- Newcastle
- Newport
- Nickerson
- Niobrara
- Nora
- Norman
- North Loup

### O
- Oak
- Oakdale
- Obert
- Oconto
- Octavia
- Odell
- Ohiowa
- Ong
- Orchard
- Orleans
- Otoe
- Overton
- Oxford

### P
- Page
- Palisade
- Palmer
- Palmyra
- Panama
- Paxton
- Pender
- Petersburg
- Phillips
- Pickrell
- Pilger
- Platte Center
- Pleasant Dale
- Pleasanton
- Plymouth
- Polk
- Potter
- Prague
- Preston
- Primrose
- Prosser

### R
- Ragan
- Raymond
- Republican City
- Reynolds
- Richland
- Rising City
- Riverdale
- Riverton
- Roca
- Rockville
- Rogers
- Rosalie
- Roseland
- Royal
- Rulo
- Ruskin

### S
- St. Helena
- Salem
- Santee
- Saronville
- Scotia
- Seneca
- Shelby
- Shelton
- Shickley
- Sholes
- Shubert
- Silver Creek
- Smithfield
- Snyder
- South Bend
- Spalding
- Spencer
- Sprague
- Springview
- Stamford
- Staplehurst
- Stapleton
- Steele City
- Steinauer
- Stella
- Sterling
- Stockham
- Stockville
- Strang
- Stratton
- Stuart
- Sumner
- Surprise
- Sutherland
- Swanton

### T
- Table Rock
- Talmage
- Tarnov
- Taylor
- Terrytown
- Thayer
- Thedford
- Thurston
- Tobias
- Trenton
- Trumbull

### U
- Uehling
- Ulysses
- Unadilla
- Union
- Upland
- Utica

### V
- Valparaiso
- Venango
- Verdel
- Verdigre
- Verdon
- Virginia

### W
- Waco
- Wallace
- Walthill
- Washington
- Waterbury
- Waterloo
- Wauneta
- Wausa
- Wellfleet
- Western
- Weston
- Whitney
- Wilcox
- Wilsonville
- Winnebago
- Winnetoon
- Winside
- Winslow
- Wolbach
- Wood Lake
- Wynot